# 9 de agosto
9 de agosto é o 221.º dia do ano no calendário gregoriano (222.º em anos bissextos). Faltam 144 dias para acabar o ano.

## Eventos históricos

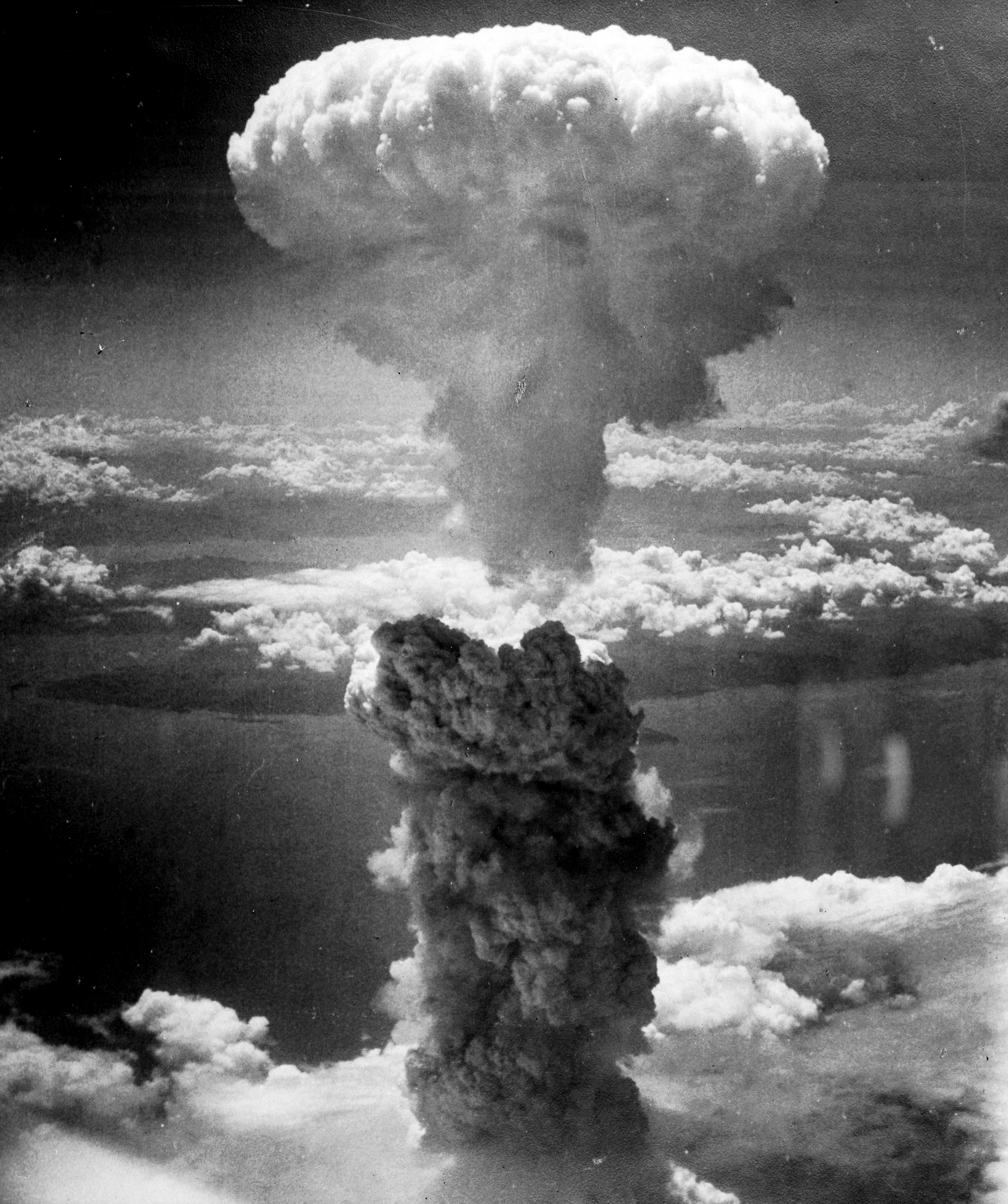
1945: A nuvem de cogumelo resultado da queda da Fat Man sobre Nagasaki

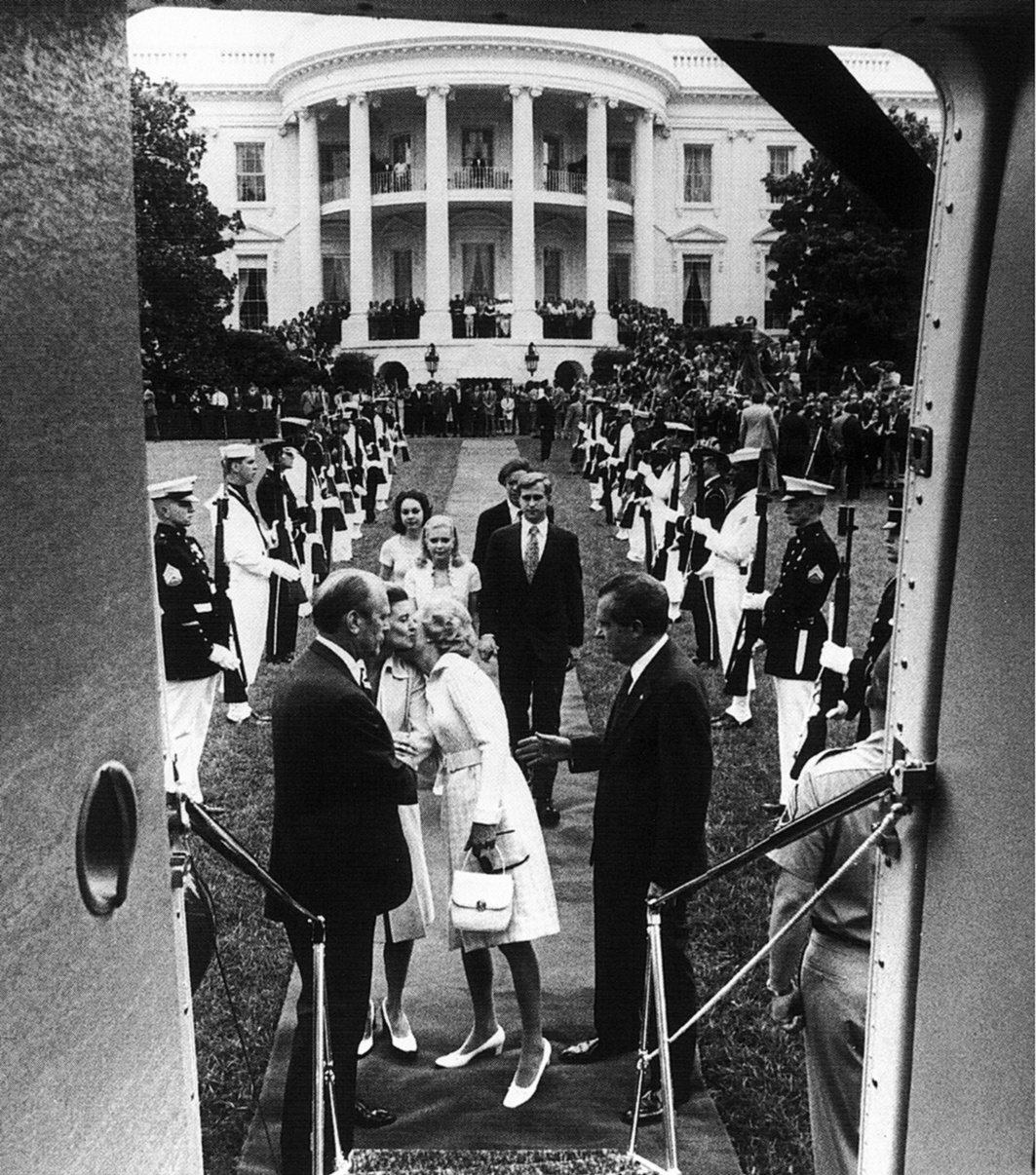
1974: Como resultado direto do caso Watergate, Richard Nixon deixa a Casa Branca

- 48 a.C. — Segunda Guerra Civil da República Romana: Batalha de Farsalos: Júlio César derrota decisivamente Pompeu em Farsala e Pompeu foge para o Egito.
- 0378 — Guerra Gótica: Batalha de Adrianópolis: um grande exército romano liderado pelo imperador Valente é derrotado pelos visigodos. Valente é morto junto com mais da metade de seu exército.
- 1173 — Começa a construção do campanário da Catedral de Pisa (hoje conhecido como Torre de Pisa); levará dois séculos para ser concluído.
- 1329 — Quilon, a primeira diocese cristã indiana, é erigida pelo Papa João XXII; o francês Jordanus é nomeado o primeiro bispo.
- 1428 — Fontes citam o maior comércio de caravanas entre Podvisoki e a República de Ragusa. Valáquios comprometeram-se com o senhor de Ragusa Tomo Bunić, que entregariam 1 500 módios (unidade de medida antiga) de sal com 600 cavalos.[1]
- 1471 — É eleito Papa o cardeal Francesco della Rovere conhecido como Papa Sisto IV.
- 1500 — Guerra otomano-veneziana (1499–1503): os otomanos capturam Methoni, Messênia.
- 1610 — Começa a Primeira Guerra Anglo-Powhatan na Virgínia colonial.
- 1810 — Napoleão anexa a Vestfália como parte do Primeiro Império Francês.
- 1830 — Luís Filipe I torna-se o rei dos franceses após a abdicação de Carlos X.
- 1842 — Assinado o Tratado Webster-Ashburton estabelecendo a fronteira dos Estados Unidos com o Canadá a leste das Montanhas Rochosas.
- 1854 — O filósofo transcendentalista estadunidense Henry David Thoreau publica suas memórias Walden.[2]
- 1855 — Guerra de Åland: começa a Batalha de Suomenlinna.[3]
- 1862 — Guerra Civil dos Estados Unidos: Batalha de Cedar Mountain: em Cedar Mountain, Virgínia, o general separatista confederado Stonewall Jackson derrota as forças lealistas do governo federal dos Estados Unidos sob o comando do general John Pope.
- 1892 — Thomas Edison recebe uma patente para um telégrafo bidirecional.
- 1897 — O primeiro Congresso Internacional de Matemáticos é realizado em Zurique, Suíça.
- 1902 — Eduardo VII e Alexandra da Dinamarca são coroados Rei e Rainha do Reino Unido da Grã-Bretanha e Irlanda.
- 1914 — Início da Batalha de Mulhouse, parte de uma tentativa francesa de recuperar a província da Alsácia e a primeira ofensiva francesa da Primeira Guerra Mundial.
- 1942
  - Segunda Guerra Mundial: Batalha da Ilha Savo: as forças navais aliadas protegendo suas forças anfíbias durante os estágios iniciais da Batalha de Guadalcanal são surpreendidas e derrotadas por uma força de cruzadores da Marinha Imperial Japonesa.
  - A 7ª sinfonia de Dmitri Shostakovich é estreada na Leningrado sitiada.[4]
- 1943 — Segunda Guerra Mundial: A Força Expedicionária Brasileira (FEB) é criada pelo Ministério da Guerra do Brasil.
- 1944 — Guerra da Continuação: a Ofensiva de Vyborg–Petrozavodsk, a maior ofensiva lançada pela União Soviética contra a Finlândia durante a Segunda Guerra Mundial, termina com um impasse estratégico. As tropas finlandesas e soviéticas na frente finlandesa procuraram posições defensivas, e a frente permanece estável até o final da guerra.
- 1945
  - Segunda Guerra Mundial: Nagasaki é devastada quando a bomba atômica, Fat Man, é lançada por um B-29 Bockscar dos Estados Unidos.
  - Segunda Guerra Mundial: O Exército Vermelho invade a Manchúria ocupada pelos japoneses.
- 1960 — O Kasai do Sul se separa do Congo.
- 1965 — Singapura torna-se independente da Malásia.
- 1970 — O voo LANSA 502 cai após a decolagem do Aeroporto Internacional Alejandro Velasco Astete em Cusco, Peru, matando 99 das 100 pessoas a bordo, além de duas pessoas no solo.[5]
- 1973 — Lançamento da Marte 7 pela União Soviética.
- 1974 — Como resultado direto do caso Watergate, Richard Nixon se torna o primeiro presidente dos Estados Unidos a renunciar ao cargo. Seu vice-presidente, Gerald Ford, torna-se presidente.
- 1993 — O Partido Liberal Democrata do Japão perde a liderança nacional após 38 anos.
- 1995
  - Conflito entre camponeses sem-terra e policiais em Corumbiara, Rondônia, resulta em 12 mortos, no que ficou conhecido como o Massacre de Corumbiara.
  - O voo 901 da Aviateca cai no vulcão San Vicente, em El Salvador, matando todas as 65 pessoas a bordo.[6]
- 1999 — O presidente russo Boris Yeltsin demite seu primeiro-ministro, Sergei Stepashin, e pela quarta vez demite todo o seu gabinete.
- 2014 — Racismo nos Estados Unidos: Michael Brown, um homem afro-americano de 18 anos em Ferguson, Missouri, é baleado e morto por um policial depois de supostamente tê-lo agredido e tentado roubar sua arma, provocando protestos e distúrbios na cidade.
- 2023 — Fernando Villavicencio, candidato a Presidente do Equador, é assassinado menos de duas semanas antes das eleições.
- 2024 — O Voo Voepass 2283 cai no munícipio de Vinhedo, em São Paulo, com 58 passageiros e 4 tripulantes.

## Nascimentos

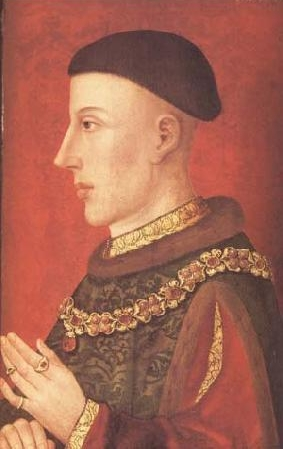
Henrique V de Inglaterra

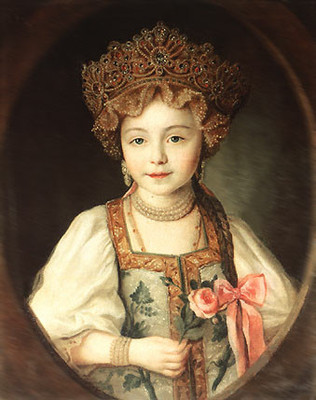
Alexandra Pavlovna da Rússia

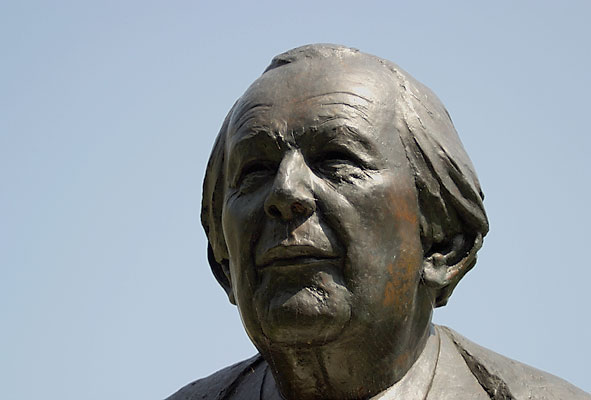
Jean Piaget

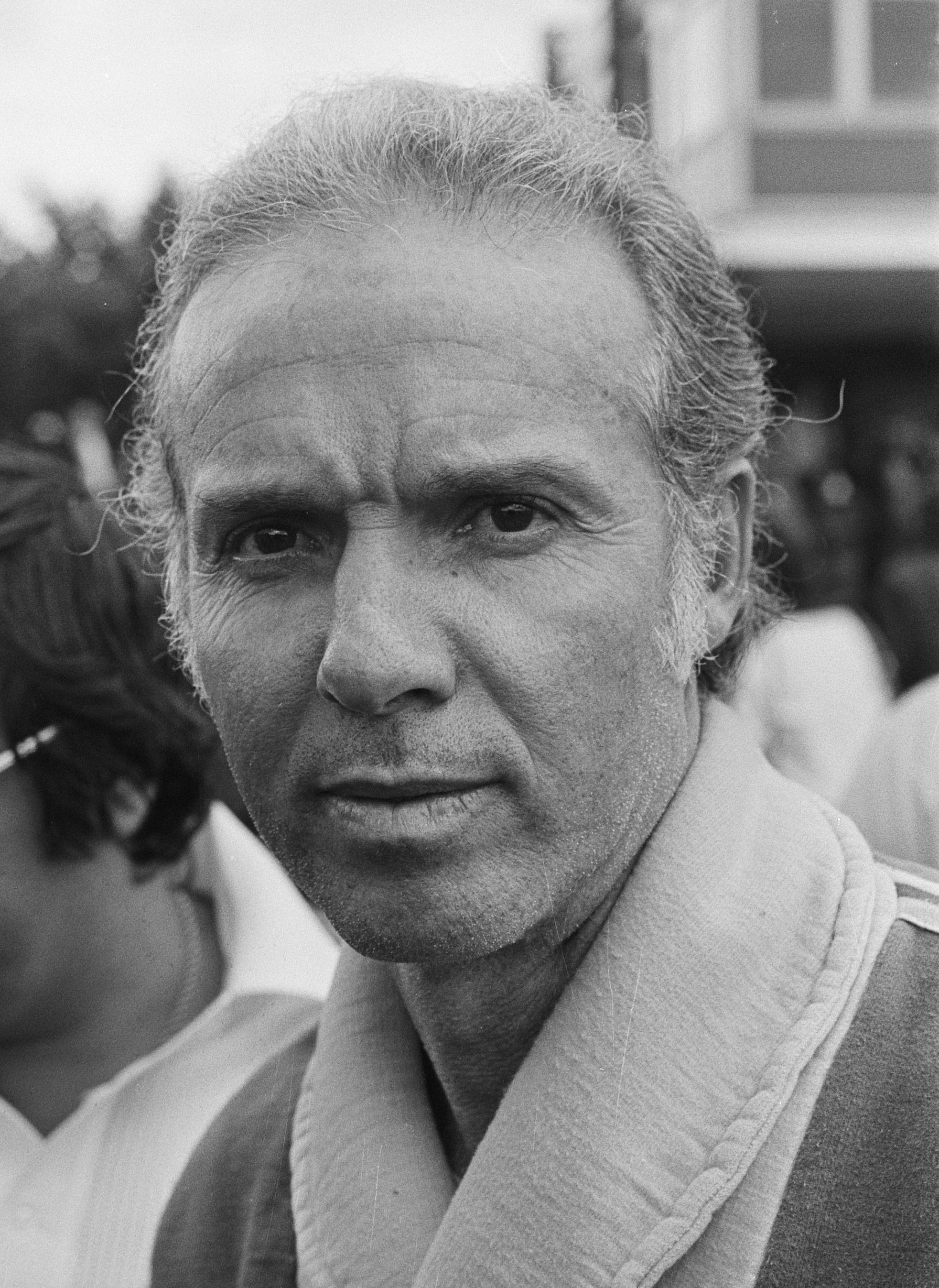
Zagallo

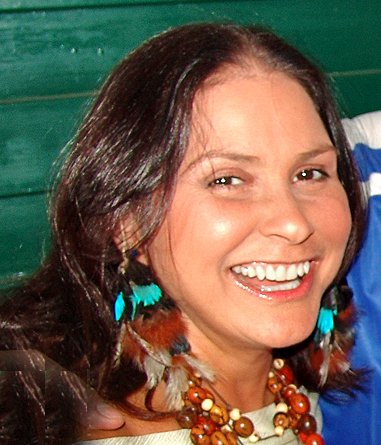
Fafá de Belém

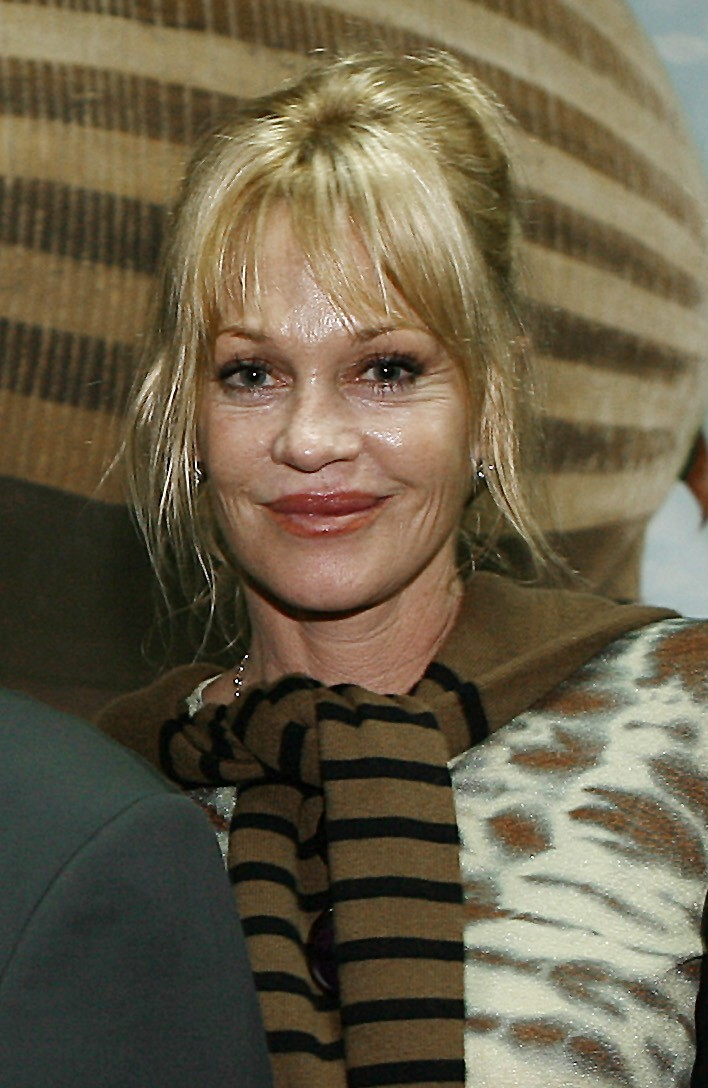
Melanie Griffith

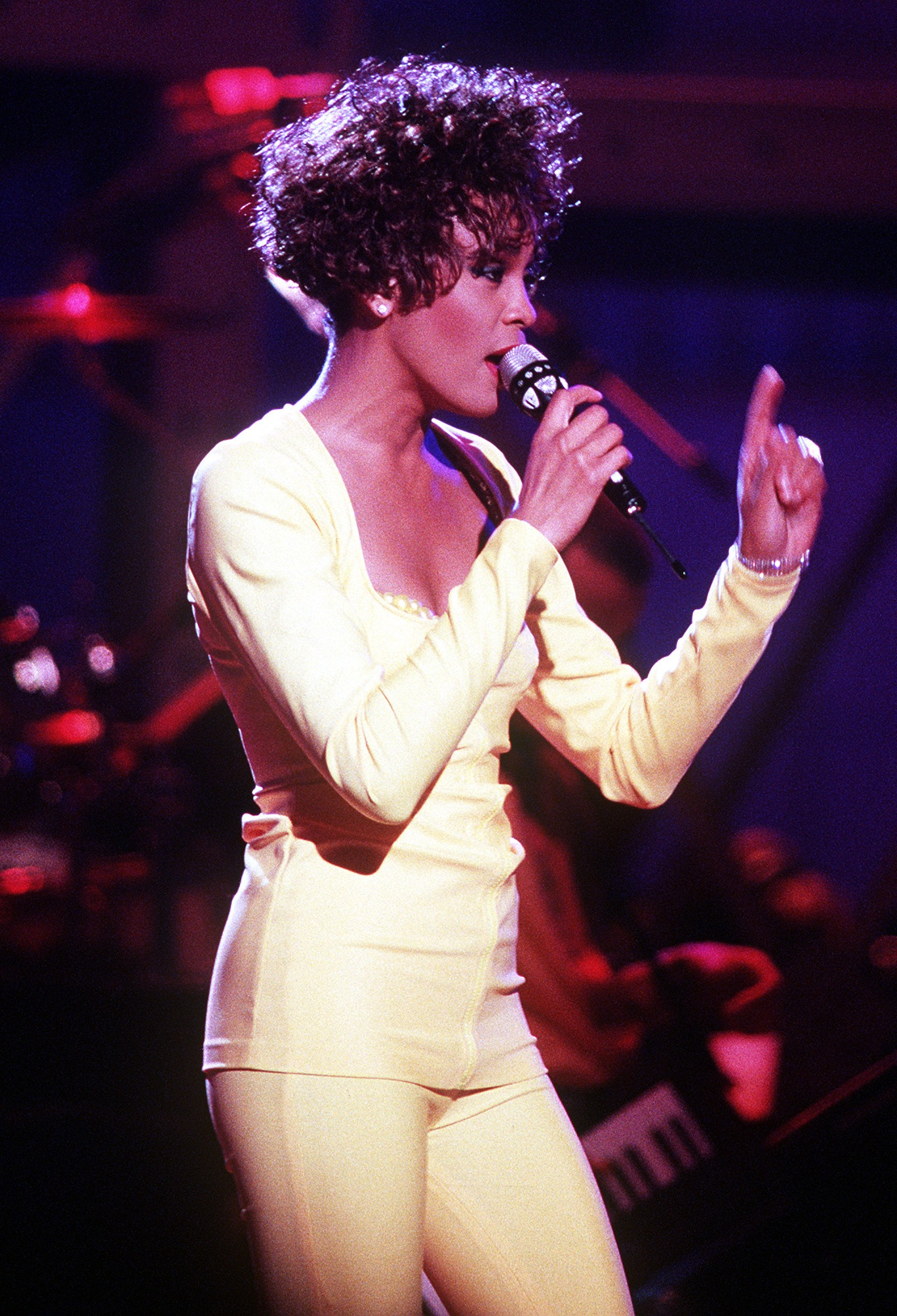
Whitney Houston

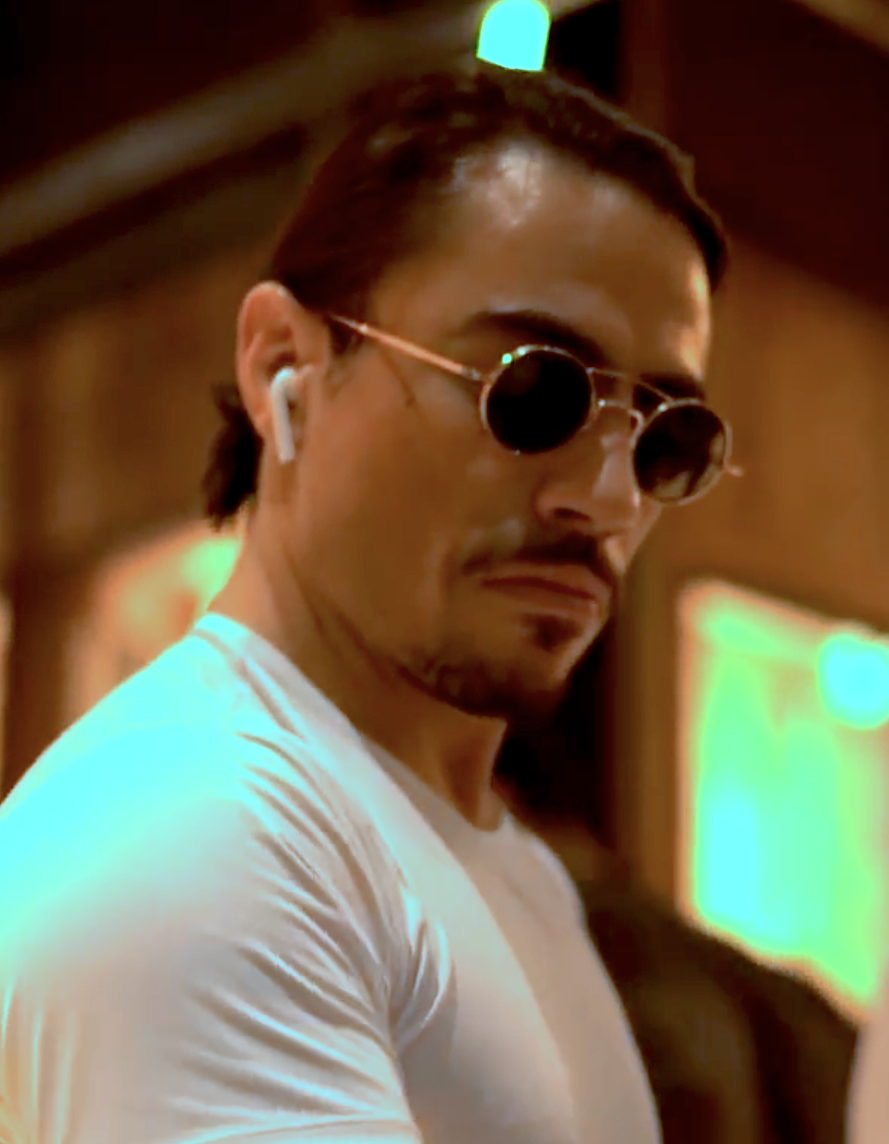
Salt Bae

### Anterior ao século XIX
- 1537 — Francesco Barozzi, astrônomo e matemático italiano (m. 1604).
- 1603 — Johannes Cocceius, teólogo neerlandês (m. 1660).

- 1693 — Sofia Guilhermina de Saxe-Coburgo-Saalfeld, nobre alemã (m. 1727).
- 1696 — José Venceslau de Liechtenstein (m. 1772).
- 1722 — Augusto Guilherme da Prússia (m.1758).
- 1783 — Alexandra Pavlovna da Rússia (m. 1801).
- 1784 — Francisco do Monte Alverne, frade franciscano e teólogo brasileiro (m. 1858).

### Século XIX
- 1834 — Elias Álvares Lobo, maestro e compositor erudito brasileiro (m. 1901).
- 1847
  - Maria Vitória dal Pozzo, rainha consorte da Espanha (m. 1876).
  - Dom José Lourenço da Costa Aguiar, bispo brasileiro (m. 1905).
- 1871 — Leonid Andreiev, escritor russo (m. 1919).
- 1872 — José Augusto da Áustria (m. 1962).
- 1874 — Juvenal Lamartine, político brasileiro (m. 1956).
- 1881 — Antônio Gastão de Orléans e Bragança, príncipe do Brasil (m. 1918).
- 1892 — Shiyali Ramamrita Ranganathan, bibliotecário e matemático indiano (m. 1972).
- 1896 — Jean Piaget, psicólogo suíço (m. 1980).
- 1899 — Armand Salacrou, dramaturgo francês (m. 1989).

### Século XX

#### 1901–1950
- 1905 — Leo Genn, ator inglês (m. 1978).
- 1918 — Robert Aldrich, cineasta estadunidense (m. 1983).
- 1920 — Milton George Henschel, religioso estadunidense (m. 2003).
- 1923 — Mário Cesariny, poeta e pintor português (m. 2006).
- 1931 — Zagallo, ex-futebolista e ex-treinador de futebol brasileiro (m. 2024).
- 1936 — Roberto Civita, empresário brasileiro (m. 2013).
- 1938 — Leonid Kutchma, político ucraniano.
- 1939
  - Romano Prodi, político italiano.
  - Hércules Brito Ruas, ex-futebolista brasileiro.
- 1942 — David Steinberg, ator canadense.
- 1943 — Ken Norton, pugilista estadunidense (m. 2013).
- 1944 — Patrick Depailler, automobilista francês (m. 1980).
- 1945 — Aleksandr Gorelik, patinador artístico soviético (m. 2012).

#### 1951–2000
- 1955 — Dulcinéia Novaes, jornalista brasileira.
- 1956 — Fafá de Belém, cantora e atriz brasileira.
- 1957 — Melanie Griffith, atriz estadunidense.
- 1961 — John Key, político neozelandês.
- 1963
  - Whitney Houston, atriz, modelo, produtora e cantora estadunidense (m. 2012).
  - Manuela Machado, atleta portuguesa.
- 1968
  - Eric Bana, ator australiano.
  - Gillian Anderson, atriz estadunidense.
- 1969 — Andréa Veiga, atriz e modelo brasileira.
- 1972 — Juanes, cantor colombiano.
- 1975 — Rodrigo Mendes, futebolista brasileiro.
- 1976
  - Rhona Mitra, atriz britânica.
  - Taty Girl, cantora e compositora brasileira.
- 1978 — Audrey Tautou, atriz francesa.
- 1979
  - Pablo Couñago, futebolista espanhol.
- 1980 — Ronnie Quintarelli, automobilista italiano.
- 1982 — Tyson Gay, atleta norte-americano.
- 1983
  - Ashley Johnson, atriz norte-americana.
  - Dan Levy, ator e cineasta canadense.
  - Salt Bae, chefe de cozinha e restaurateur turco.
- 1985
  - Luca Filippi, automobilista italiano.
  - Filipe Luís, futebolista brasileiro.
  - Cléo, futebolista brasileiro.
  - Anna Kendrick, atriz norte-americana.
- 1988 — Willian, futebolista brasileiro.
- 1989
  - Andrea Iannone, motociclista italiano.
  - Lourenço Ortigão, ator português.
- 1990
  - Adelaide Kane, atriz australiana.
  - Bruna Hamú, atriz brasileira.
  - Bill Skarsgård, ator sueco.
- 1991 — Candela Vetrano, atriz argentina.
- 1992 — Sofiane Bendebka, futebolista argelino.
- 1993 — Rydel Lynch, cantora, dançarina e tecladista americana.
- 1994
  - Forrest Landis, ator norte-americano.
  - King Von, rapper e compositor estadunidense (m. 2020).
- 1995 — Hwang Min-hyun, cantor sul-coreano.
- 1997 — Luisa Stefani, tenista brasileira.
- 1999 — Sofia Oliveira, cantora brasileira.
- 2000 — Kessler Edwards, jogador  de basquete norte-americano.

## Mortes

### Anterior ao século XIX
- 0117 — Trajano, imperador romano (n. 53).
- 0378 — Valente, imperador romano (n. 328).
- 0803 — Irene de Atenas, imperatriz bizantina (n. 752).
- 1048 — Papa Dâmaso II (n. 1000).
- 1107 — Horikawa, imperador japonês (n. 1079).
- 1204 — Maria de Champanhe, imperatriz consorte do Império Latino (n. 1174).
- 1341 — Leonor de Anjou, rainha consorte da Sicília (n. 1289).
- 1420 — Pierre d'Ailly, teólogo e cardeal francês (n. 1350).
- 1460 — Afonso de Bragança, Marquês de Valença, embaixador português (n. 1402).
- 1492 — Beatriz da Silva, nobre e santa católica (n. 1424).
- 1516 — Hieronymus Bosch, pintor holandês (n. c. 1450).
- 1534 — Tomás Caetano, teólogo italiano (n. 1469).
- 1601 — Miguel, o Valente, príncipe da Valáquia (n. 1558).
- 1612 — Filipe Luís II, Conde de Hanau-Münzenberg (n. 1576).
- 1629 — Ana Margarida de Diepholz, condessa alemã (n. 1580).
- 1652 — Frederico Maurício de La Tour de Auvérnia, Duque de Bulhão, general francês (n. 1605).
- 1744 — James Brydges, 1.º Duque de Chandos (n. 1673).

### Século XIX
- 1853 — João Baptista da Silva Pereira, nobre e industrial luso-brasileiro (n. 1797).
- 1886 — Samuel Ferguson, poeta irlandês (n. 1810).
- 1899 — Francisco Martins Sarmento, arqueólogo português (n. 1833).

### Século XX
- 1904 — Friedrich Ratzel, geógrafo alemão (n. 1844).
- 1914 — Roque Sáenz Peña, político argentino (n. 1851).
- 1919 — Ruggero Leoncavallo, compositor de óperas italiano (n. 1857).
- 1942 — Edith Stein, filósofa e mártir católica (n. 1892).
- 1943 — Chaim Soutine, pintor israelense (n. 1893).
- 1962 — Hermann Hesse, escritor alemão (n. 1877).
- 1969 — Sharon Tate, atriz estadunidense (n. 1943).
- 1975 — Dmitri Shostakovich, compositor russo (n. 1906).
- 1980 — Elliott Nugent, diretor e ator estadunidense (n. 1899).
- 1988 — Ramón Valdés, ator mexicano (n. 1924).
- 1994 — Lennie Dale, bailarino estadunidense (n. 1934).
- 1997 — Herbert José de Sousa, sociólogo brasileiro (n. 1935).
- 2000 — John Harsanyi, economista húngaro (n. 1920).

### Século XXI
- 2003 — Gregory Hines, ator, coreógrafo e cantor estadunidense (n. 1946).
- 2006 — James Van Allen, físico estadunidense (n. 1914).
- 2008
  - Bernie Mac, ator estadunidense (n. 1957).
  - Mahmoud Darwish, poeta palestino (n. 1941).
  - Tânia Scher, atriz brasileira (n. 1947).
- 2009 — Mário Cravo Neto, fotógrafo e escultor brasileiro (n. 1947).
- 2013 — Urbano Tavares Rodrigues, escritor e ensaísta português (n. 1923).
- 2023
  - Aderbal Freire Filho, ator e diretor brasileiro (n.1941).
  - Fernando Villavicencio, político e jornalista equatoriano (n. 1963).
- 2024 — Susan Wojcicki, executiva de negócios estadunidense (m. 2024).

## Feriados e eventos cíclicos
- Dia Internacional dos Povos Indígenas
- Dia Internacional do Coworking
- Dia Internacional do Melão

### Brasil
- Dia Nacional da Equoterapia
- Aniversário do município de Pedra Branca, Ceará.
- Aniversário do município de Socorro, São Paulo.
- Aniversário do município de Tapejara, Rio Grande do Sul.
- Aniversário do município de Remanso, Bahia.

### Cristianismo
- Ceferino Giménez Malla
- Edith Stein
- Matias, o Apóstolo
- Miguel Tomaszek
- Zbigniew Strzalkoswki

## Outros calendários
- No calendário romano era o 5.º dia (V) antes dos idos de  agosto.
- No calendário litúrgico tem a letra dominical D para o dia da semana.
- No calendário gregoriano a epacta do dia é xvi.